# Liste der Monuments historiques in Montertelot
Die Liste der Monuments historiques in Montertelot führt die Monuments historiques in der französischen Gemeinde Montertelot auf.

## Liste der Bauwerke
| Bezeichnung                        | Beschreibung | Standort | Kennzeichnung | Schutzstatus | Datum | Bild |
| ---------------------------------- | ------------ | -------- | ------------- | ------------ | ----- | ---- |
| Calvaire                           |              | (Lage)   | PA00091451    | Inscrit      | 1927  |      |
| Kreuz am Chemin de la Ville-Briend |              | (Lage)   | PA00091452    | Inscrit      | 1927  |      |